# Macaduma tortricoides
Macaduma tortricoides är en fjärilsart som beskrevs av Rothschild 1912. Macaduma tortricoides ingår i släktet Macaduma och familjen björnspinnare. Inga underarter finns listade i Catalogue of Life.